# Tour romane d'Escales
La tour romane d'Escales est une tour située en France sur la commune d'Escales, dans le département de l'Aude en région Occitanie.
Elle fait l'objet d'une inscription au titre des monuments historiques depuis le 19 novembre 1942.

## Description
Au pied de la colline qui supporte la tour, dans les environs immédiats d'une « borio », réside un cimetière dit wisigothique. Les tombes, certaines ouvertes, sont orientées vers le soleil levant.

## Historique
L'édifice est inscrit au titre des monuments historiques en 1942.